# La zona muerta (serie de televisión)
La zona muerta es una serie estadounidense de ciencia ficción/suspense protagonizada por Anthony Michael Hall como Johnny Smith, que descubre que él ha desarrollado capacidades psíquicas después de estar en coma. Basada en la novela homónima de 1979 de Stephen King, su primera emisión fue en 2002 y fue producida por la Lions Gate Television y CBS Paramount Television para USA Network. La 5.ª temporada de la serie se estrenó el 18 de junio de 2006. La serie fue filmada en Vancouver, Columbia Británica, Canadá, para las primeras cinco temporadas. Pero a partir de la sexta temporada, la producción cambió a Montreal. Después de seis temporadas, la serie fue cancelada en diciembre de 2007.

## Historia
El profesor Johnny Smith sufre un accidente de automóvil, que lo deja en coma durante cuatro años y medio (según el libro) o seis años (según la serie de televisión). Después de recuperar el sentido, Johnny comienza a tener visiones del pasado, presente y futuro que le ocurren cuando toca objetos o personas; los doctores atribuyen las visiones a la actividad en una "zona muerta" de su cerebro que está tratando de compensar las supuestas partes dañadas del mismo. Johnny se entera de que Sarah, su prometida, dio a luz a su hijo mientras él estaba en coma. Sarah lo visitaba en el hospital pero allí conoció a un hombre con el que se casó. Con la ayuda de Sarah, de su marido Walt y del terapeuta físico Bruce, Johnny comienza a usar su habilidad para resolver crímenes y evitar que muera gente inocente.
Sin embargo, sus deseos de hacer lo bueno son oprimidos por visiones de un futuro apocalíptico, que ve al estrechar la mano del candidato del congreso Greg Stillson, quien de alguna forma ayudará a realizar un futuro terrorífico.

## Reparto y Personajes

### Actores principales
- Anthony Michael Hall — Johnny Smith
- Nicole de Boer — Sarah Bracknell Bannerman
- Chris Bruno — Sheriff Walt Bannerman
- John L. Adams — Bruce Lewis

### Actores secundarios
- David Ogden Stiers — Rev. Gene Purdy  (1-6)
- Kristen Dalton — Dana Bright  (1–2)
- Sean Patrick Flanery — Greg Stillson  (1-6)
- Bill Mondy — Policía Roscoe (1-6)
- Spencer Achtymichuk — Johnny 'JJ' Bannerman  (1-5)
- Frank Whaley — Christopher Wey (2-3)
- Sarah Wynter — Rebecca Caldwell  (3-4)
- Jennifer Finnigan — Alex Sinclair  (4 y 6)

### Actores invitados
- John L. Adams — Bruce Lewis  (1–6)  (estrella invitada)
- Chris Bruno — Sheriff Walt Bannerman  (1–6)  (estrella invitada)
- Gary Chalk — James Stillson  (1–4)  (recurrentes)
- Martin Donovan — Malcolm Janus  (4–6)  (recurrentes)
- Laura Harris — Miranda Ellis  (4–5)  (recurrentes)

### Personajes
Johnny Smith (Anthony Michael Hall): de niño, tras una caída en una práctica de hockey, recibe un golpe en la cabeza que le hace tener una visión. En el presente es un maestro que, después de un accidente de coche, ha desarrollado capacidades psíquicas. Gracias al encuentro con el hombre de la rueda de la ruleta del carnaval en el primer episodio (antes del accidente de coche) se ve claro que Johnny tiene ya algunas capacidades psíquicas. Sin embargo, después del coma, sus habilidades cambian de intuiciones a visiones. Desde entonces utiliza estos poderes a favor de la policía, resuelve crímenes, y quiere detener a Greg Stillson.
Sarah Bracknell Bannerman (Nicole de Boer): es la antigua prometida de Johnny y la madre de su hijo biológico, J.J. Se casó con Walt Bannerman mientras Johnny estaba en coma y los dos criaron al niño. Sarah era amiga de Johnny desde que eran niños, y terminó enseñando más adelante en la misma escuela que él. La madre de Sarah murió cuando ella era adolescente. En los capítulos finales de la 5° temporada, Sarah se embaraza de Walt.
Sheriff Walt Bannerman (Chris Bruno): la relación entre Johnny y Walt es inicialmente mala, pues Walt cree que Johnny puede regresar con Sarah. Sin embargo, cuando Johnny comienza a usar sus poderes para resolver crímenes y ayudar a la policía, se convierte en ayudante de Walt y se hacen amigos. El nombre Walt Bannerman es una combinación entre George Bannerman y Walt Hazlett (personajes de la historia original).
Bruce Lewis (Juan L. Adams): es un fisioterapeuta que ayuda a Johnny a recuperar su fuerza después de su coma. Bruce es un drogadicto espiritual como resultado de la educación religiosa de su padre; él es el mejor amigo y con frecuencia el consejero de Johnny.
Reverendo Gene Purdy (David Ogden Stiers): es otro personaje original en la serie, un líder religioso y jefe de una universidad prestigiosa y de las fundaciones financiadas por Vera Smith, madre de Johnny. Johnny especuló siempre que el interés de Purdy en Vera era por su ayuda económica, ya que Vera dio mucho dinero a la “Alianza de la fe”; sin embargo, sus visiones permiten que él descubra que Purdy estuvo enamorado de ella por más de 35 años. Sobre el suicidio de Vera por la pérdida de su hijo, Purdy cubrió el incidente y dijo que ella murió de un infarto, preservando así su dignidad en la sociedad. Purdy ha estado implicado con tratos algo sombríos, pero está siempre al servicio constante de Dios. A veces vela por sus propios intereses.
Dana Bright (Kristen Dalton): era periodista del periódico Bangor. Ella siguió las pisadas de Johnny y más adelante se creó una situación romántica entre ellos; también tuvo una relación con el Reverendo Purdy. Dana salió de la serie y su ausencia no fue explicada hasta el 4º episodio de la 5.ª temporada, "Artículos de fe". Debido a su cobertura con Johnny, ella divulgó el secreto de él por una estación de televisión de Boston, eligiendo sus ambiciones sobre su relación con Johnny.
Greg Stillson (Sean Patrick Flanery): es un político mentalmente inestable que ha tomado muchas medidas ilegales para asegurar su elección. Es candidato al congreso, donde ha llegado gracias a su padre, del que recibió malos tratos desde niño. Arruinando su vida, nunca pudo tener esposa, siempre controlado por su padre. Johnny Smith, al saludarlo, vio acontecimientos apocalípticos en los Estados Unidos, y ahora quiere impedir que ocurran.
Roscoe (Bill Mondy) trabaja para Walt. Él es generalmente el primero en la escena del crimen y es muy confiable.
Johnny "J.J." Bannerman (Spencer Achtymichuk): es el hijo biológico de Johnny y de Sarah. Sarah estaba embarazada cuando Johnny tuvo su accidente y se terminó casando con Walt Bannerman, que aceptó a J.J. como su propio hijo. En la tercera temporada, Walt y Sarah le han dicho a J.J. que Johnny es su padre verdadero, y Johnny ha adquirido deberes más paternales.
Malcolm Janus (Martin Donovan): cree que Greg Stillson "está destinado a realizar grandes cosas". Su última meta es colocar a Stillson en la Casa Blanca. Él también le dio a Purdy influencia global, para la ayuda financiera de las campañas de Stillson. Él es, al parecer, un miembro de los “Illuminati”, pues él usa un anillo con su símbolo.
Christopher Wey (Frank Whaley): es un hombre proveniente del futuro que había estado en coma desde 2003. Él despierta después de que sucede el Apocalipsis, descubre que tiene una "zona muerta" similar a la de Johnny, y que puede comunicarse con el Johnny del presente cuando ambos están en contacto con el círculo de su bastón. Gracias a eso Johnny Smith ve a su futuro ser, además de ver al futuro J.J. en el mundo apocalíptico.
Rebecca Caldwell (Sarah Wynter): es una psiquiatra de niños que resolvió junto con Johnny el asesinato de su hermana Rachel. Ella se convierte en novia de Johnny, y Johnny le dice que Greg Stillson puede ser responsable del asesinato de su hermana y será responsable del Apocalipsis. Al fin de la 3.ª temporada ella ha comprado un arma para asesinar a Stillson. Johnny la detiene a tiempo  y descubre que Stillson no mató a Rachel. Ella posteriormente deja a Johnny.

## Capítulos

### Temporada 1
1. La rueda de la fortuna
2. Las apariencias engañan
3. Calidad de vida
4. El Enigma
5. Una duda irrazonable
6. La casa
7. Mente peligrosa
8. El mundo de los muertos
9. Sitiado
10. Ritual maléfico
11. La cena con Dana
12. El shaman
13. El destino

### Temporada 2
1. El valle de las sombras
2. Descenso (Parte 1)
3. Ascensión (Parte 2)
4. El desconocido
5. Acontecimientos precipitados
6. Cicatrices
7. El hijo espurio
8. Presión En La Cabina
9. El hombre que no existía
10. Cuentos del más allá
11. Jugar a ser Dios
12. Una utopía
13. La tormenta
14. La plaga
15. Sensaciones vividas
16. La caza
17. La montaña
18. La combinación
19. Visiones

### Temporada 3
1. En busca de Rachel (Parte 1)
2. En busca de Rachel (Parte 2)
3. Colisión
4. La cruda realidad
5. En el punto de mira
6. No hagas preguntas
7. Doble acusación
8. Que hable ahora
9. El círculo de la violencia
10. Instinto
11. Las sombras
12. Punto de inflexión

### Temporada 4
1. El Círculo Roto
2. El Colector
3. Doble Vision
4. Naturaleza muerta
5. Heroes Y Demonios
6. El último adiós
7. Granos De Arena
8. Ir por delante
9. El susurro
10. La Vuelta A Casa
11. Salvada
12. Una Navidad Llena De Visiones (Especial)

### Temporada 5
1. La fruta prohibida
2. El día de la Independencia
3. Pánico
4. Artículos de Fe
5. El infiltrado
6. La fiebre de la lotería
7. Todo está conectado
8. Profecía mortal
9. Revelaciones
10. En lo más hondo de las tinieblas
11. Cacería

### Temporada 6
1. Herencia
2. Ego
3. Reentrada
4. Big Top
5. Enterrados
6. Switch
7. Adormecer
8. Resultado
9. Transgresión
10. Deriva
11. Exilio
12. Emboscada
13. Desenlace

## Curiosidades
- En un episodio, John entra en una librería y se puede escuchar al jefe de ésta, regañando a un empleado asegurándole que no superará a Stephen King (haciendo referencia al escritor de la novela) y diciéndole que deje de escribir historias tontas.

## Media

### Música
- El tema musical de las Temporadas 1-3 es "New Year's Prayer" de Jeff Buckley.
- El tema musical desde la Temporada 4 es "Dead Zone Epic" de Blues Saraceno.

## Diferencias con respecto a la novela
- El coma de Johnny dura 6 años, ocurre del 6 de junio de 1995 al 1 de septiembre de 2001, mientras que en la original el coma dura 4 años.

- Walt Bannerman es una combinación de dos personajes del libro de “La zona Muerta”: el sheriff de Castle Rock, George Bannerman, y el marido de Sarah, Walt Hazlett.

- En la serie, Johnny engendró un niño con Sarah, que crio Walt como su hijo; en el libro, el niño es de Walt.

- Los nuevos personajes incluyen al fisioterapeuta Bruce Lewis, el Johnny del futuro, y el Reverendo Gene Purdy, tutor legal de Johnny.

- Aunque Greg Stillson se menciona en el primer episodio (en una conversación que el Reverendo Purdy tiene en el teléfono), él no aparece hasta el último episodio de la primera temporada; En los últimos episodios de la 5.ª temporada, Johnny no planeó matar a Greg, ni dispararle.

- Con la introducción de Malcolm Janus, llega a ser evidente que Stillson será utilizado para cosas más siniestras. En la novela y la película, Stillson causó el Apocalipsis mismo en un acto de hacerse más grande ante el mundo.

- Con sus visiones, Johnny recibe ayuda de un hombre (Wey) del futuro apocalíptico. En este futuro, se ve que sobreviven J.J. y Johnny al Armagedón, pero Johnny ha llegado a ser más frío y vicioso. No hay ningún futuro paralelo en la novela.

- En la serie, la relación de Johnny y de Sarah es mucho más seria antes del accidente; fueron contratados en la misma escuela, y habían sido amigos desde niños. En la novela, fueron a la misma universidad, pero no se gustaban realmente hasta que ellos comenzaron a enseñar en la misma escuela. El accidente de Johnny ocurrió después de que Sarah había decidido hacer la relación más seria.

- Las capacidades de Johnny son algo diferentes en la novela; con dos excepciones notables, en la novela él no tiene visiones. En su lugar, lo que consigue son "flashes"; apenas consigue saber algo con una certeza dura y fría. Son también más misteriosas, como cuando vienen los flashes él entra en una clase de trance que tiende a asustar a la gente alrededor de él, mientras que en la serie pasan prácticamente inadvertidas e instantáneas para quienes no lo conocen y lo logra conseguir al tocar un objeto. El logra tener más visiones en la serie que en el libro.

- Johnny no tiene ningún segundo nombre en la novela, y se refiere específicamente por lo menos una vez como "Johnny Smith"; en el episodio "Vórtice," Johnny da su segundo nombre como "Robert".

- En la novela "La Zona Muerta" se resalta la incapacidad de Johnny de ver números por considerar que "destellan" en su cabeza, solo le llega pequeña información. En la serie de televisión él ha visto números varias veces incluyendo direcciones y números de teléfono.